# Ways to Be Wicked (canción de Descendants)
«Ways to Be Wicked» —en español: Maneras de ser malvado— es una canción interpretada por Dove Cameron, Sofia Carson, Cameron Boyce y Booboo Stewart, lanzada como primer sencillo del álbum Descendants 2, el 14 de abril de 2017.

## Vídeo musical
El vídeo musical de "Ways to Be Wicked" fue presentado en su estreno mundial el 29 de abril de 2017 en los Radio Disney Music Awards 2017 en el teatro Microsoft en Los Ángeles. El video está dirigido por Kenny Ortega y lanzado el 30 de abril de 2017.

## Presentaciones en vivo
El 1 de mayo de 2017, Dove Cameron, Cameron Boyce, Booboo Stewart y Sofia Carson, presentaron el tema en el programa Dancing with the Stars junto con la canción Rotten to the Core perteneciente al primer soundtrack. Al igual que en el mes de julio a poco del estreno de la película, se presentó en Good Morning America junto con la canción What's My Name interpretada por China Anne McClain.

## Lista de canciones
- Descarga digital[4]

1. "Ways to Be Wicked" — 3:38

## Charts
| Chart (2017)                          | Peak position |
| ------------------------------------- | ------------- |
| US Bubbling Under Hot 100 (Billboard) | 1             |

## Historial de lanzamiento
| País           | Fecha               | Formato          | Discográfica |
| -------------- | ------------------- | ---------------- | ------------ |
| Estados Unidos | 14 de abril de 2017 | Descarga digital | Walt Disney  |